# رمی رایان
رمی رایان (انگلیسی: Remy Ryan؛ زادهٔ ۲۴ ژانویهٔ ۱۹۸۴) یک هنرپیشه اهل ایالات متحده آمریکا است.
از فیلم‌ها یا برنامه‌های تلویزیونی که وی در آن نقش داشته است می‌توان به پلیس آهنی ۳ اشاره کرد.